# Tmesisternus latifascia
Tmesisternus latifascia es una especie de escarabajo del género Tmesisternus, familia Cerambycidae. Fue descrita científicamente por Heller en 1914.
Habita en Nueva Guinea Occidental. Esta especie mide 14,5-20 mm.